# Haloragis digyna
Haloragis digyna är en slingeväxtart som beskrevs av Jacques-Julien Houtou de La Billardière. Haloragis digyna ingår i släktet Haloragis och familjen slingeväxter. Inga underarter finns listade i Catalogue of Life.